# Wassermühle Wohlenbüttel

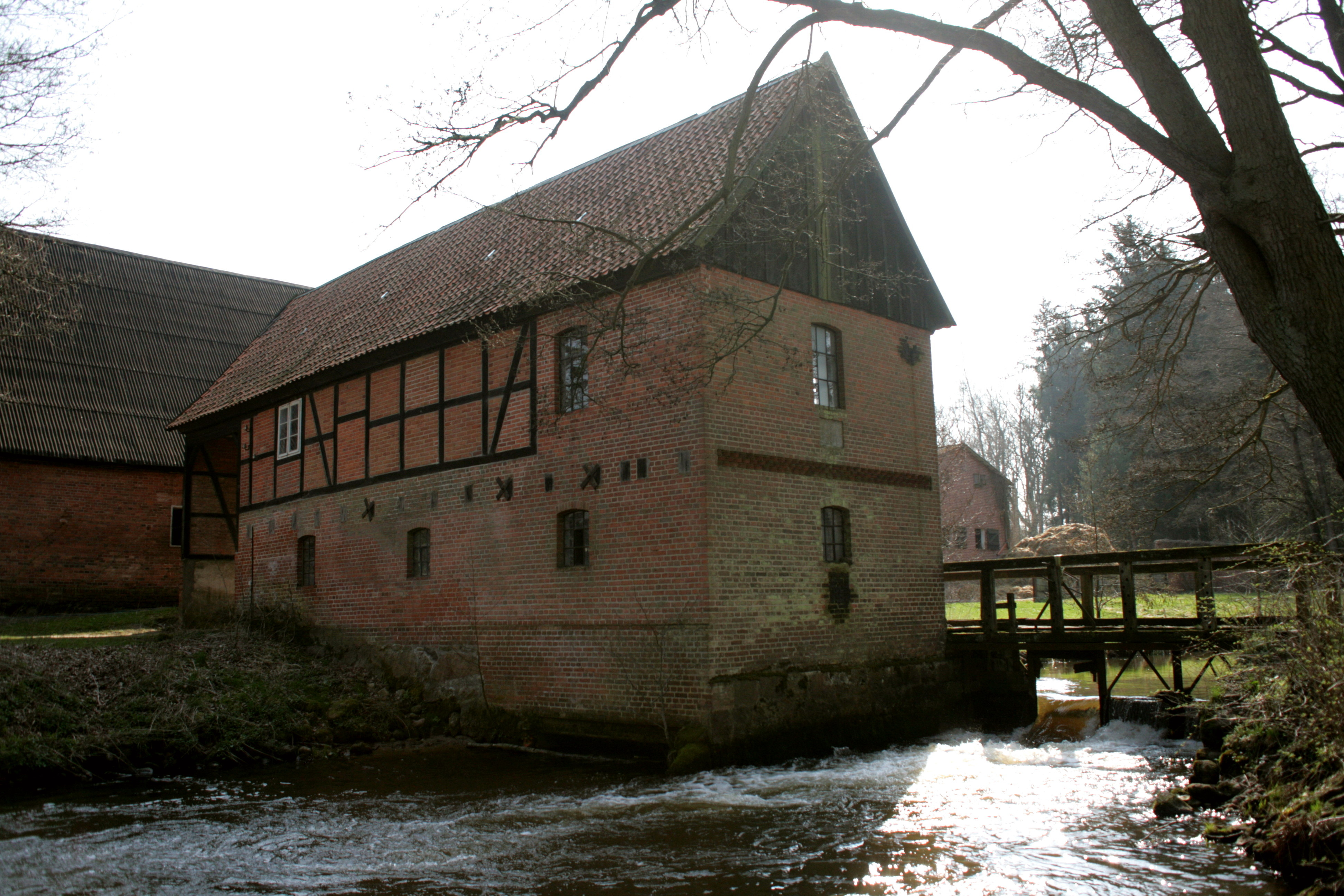
Die Wohlenbüttleler Wassermühle

Die Wassermühle Wohlenbüttel in Oldendorf im Landkreis Lüneburg in Niedersachsen ist die jüngste von drei Wassermühlen in der Region Amelinghausen im Norden der Lüneburger Heide.
Sie wurde 1870 an der Luhe erbaut und 1897 mit einer elektrischen Turbine ausgestattet. Die Turbine trieb zwei Steinmahlgänge an und erzeugte Strom. Die Mühle ist noch funktionsfähig, wird aber nicht mehr genutzt.
Im Erdgeschoss der Mühle befindet sich die restaurierte elektrische Anlage. Im Obergeschoss befinden sich die Mahlgänge und Schleifmaschinen, die in Nachbargebäuden standen und per Transmissionsriemen angetrieben wurden.
Die Mühle ist Teil der Niedersächsischen Mühlenstraße.